# جوزپه پرلتو
جوزپه پرلتو (ایتالیایی: Giuseppe Perletto؛ زادهٔ ۲ مهٔ ۱۹۴۸) دوچرخه‌سوار اهل ایتالیا است.